# Wolfgang Trilling
Wolfgang Trilling (16. dubna 1925 Chemnitz – 1. srpna 1993 Lipsko) byl německý katolický kněz, biblický teolog a vysokoškolský profesor, který se zabýval hlavně exegezí Nového zákona.

## Život a působení
Roku 1949 vstoupil do Oratoria sv. Filipa Neri v Lipsku, 1952 byl vysvěcen na kněze a po promoci roku 1958 přednášel Starý zákon na teologické fakultě v Erfurtu. V letech 1961–1967 byl studentským farářem v Lipsku a podílel se na přípravě první pokoncilní diecézní synody v Míšni. Roku 1963 reagoval na velkou akci špehování agenty StaSi otevřeným dopisem, v němž studentům připomněl, že udávání je mravně nepřijatelné. V letech 1968–1970 přednášel Nový zákon v Erfurtu a pak byl až do roku 1985 ekumenickým hostujícím profesorem na evangelické teologické fakultě v Lipsku.
Roku 1971 získal čestný doktorát univerzity v Münsteru a roku 1986 v Grazu.

## Dílo
- Christusgeheimnis, Glaubensgeheimnis (Tajemství Krista, tajemství víry) 1957
- Das wahre Israel (Pravý Izrael) 1959
- Im Anfang schuf Gott... (Na počátku stvořil Bůh …) 1963
- Denn Staub bist du... (Neboť prach jsi …) 1964
- Das Evangelium nach Matthäus 1/2 (Evangelium podle Matouše 1/2) 1966–7
- Das Evangelium nach Lukas 1/2 (Evangelium podle Lukáše 1/2) 1966–7
- Die Apostelgeschichte 1/2 /Skutky apoštolů 1/2) 1966–7
- Fragen zur Geschichtlichkeit Jesu (Hledání historického Ježíše) 1966
- Vielfalt und Einheit im Neuen Testament (Rozmanitost a jednota v Novém zákoně) 1968
- Christusverkündigung in den synoptischen Evangelien (Zvěstování Krista v synoptických evangeliích) 1968
- Die Botschaft Jesu (Poselství Ježíšovo) 1978
- Der zweite Brief an die Thessalonicher (Druhý list tessalonickým) 1980[2]